# Oud-Heverlee
Oud-Heverlee là một đô thị ở tỉnh Vlaams-Brabant. Đô thị này bao gồm the villages of Blanden, Haasrode, Oud-Heverlee, Sint-Joris-Weert và Vaalbeek. Tại thời điểm ngày 1 tháng 1 năm 2006, Oud-Heverlee có tổng dân số 10.863 người. Tổng diện tích là 31,14 km² với mật độ dân số là 349 người trên mỗi km².